# Johann Eichorn

Druckerzeichen mit Eichhörnchen von Joh. Eichorn

Johann Eichorn (* 1524 in Nürnberg; † 21. August 1583 in Frankfurt an der Oder) war ein deutscher Buchdrucker. Seine Druckerei in Frankfurt war im 16. Jahrhundert die bedeutendste im Osten des deutschen Reichs.

## Leben

Kolophon von Johann Eichorn

Johann Eichorn wurde in Nürnberg ausgebildet und zum Winter 1547 an der Brandenburgischen Universität Frankfurt als Buchdrucker immatrikuliert. Zwei Jahre später übernahm er auf Vermittlung von Professor Jodocus Willich die Universitätsdruckerei des Nicolaus Wolrab im ehemaligen Franziskanerkloster. Das Amt führte er bis 1581 aus.
Ebenfalls auf Vermittlung durch Jodocus Willich druckte Eichorn 1549 die Studentenkomödie Studentes des Frankfurter Studenten Christoph Stummel. Schon 1550 folgte die zweite Auflage der Studentes und im Jahr 1554 eine weitere.
Ein einträgliches Geschäft war der Einstieg in die sogenannte Teufelsliteratur, frömmelnde und moralisierende Texte. Im Jahr 1555 druckte Eichorn den Hosen-Teufel des Frankfurter Theologen Andreas Musculus, im Jahr darauf folgte dessen Eheteufel. Im Folgejahr druckte er den Spielteufel des lutherischen Moralisten Eustachius Schildo, der auf ironische Weise gegen „Spielbrüder“, „Kartenmaler“, „Würfelschnitzer“ und auch „kunstreiche Meister des Schach-Brettspiels“ zu Felde zieht.
Ab 1555 begann Eichorn mit dem Notendruck. Mit der Ausgabe des Gesangsbuchs von 1558 änderte er die kontinuierliche Reihung seiner vorherigen Auflagen durch eine „Ordnung nach der Jarzeit“, die er samt einiger Melodien von den Böhmischen Brüdern übernommen hatte. Dazu schrieb Eichorn in seiner Vorrede: „Gesangbüchlein, die bisher in vnseren Kirchen gebrauchet/ … dieselbigen in ein richtige ordnung nach den Festen der jarzeit lassen zusam bringen/ damit auff ein jedes Fest/ alle lieder darauff gehörig/ nacheinander gefunden werden/ vnd nicht hin vnd wieder von nöthen zu suchen.“ Diesem Gliederungsprinzip schlossen sich fast alle lutherischen Gesangsbücher an.
Eichorn war der erste Notendrucker des deutschen Nordens und Ostens und machte in dreißigjähriger Tätigkeit Frankfurt (Oder) zum viertgrößten Buchdruck- und Verlagsort Deutschlands. Durch zwei Buchmessen im Jahr konnten deutsche Drucke in ganz Nord- und Osteuropa vertrieben werden.
Der Holzschneider und Kupferstecher Frantz Friderich arbeitete als Hauptgrafiker für Eichorn und schuf für dessen Druckerzeugnisse Zieralphabete, Titelumrahmungen, Darstellungen (zum Beispiel die großen Staatswappen Brandenburgs und Polens) und den gesamten in der Spätrenaissance üblichen Buchschmuck. Besonders zu erwähnen sind seine bis ins 19. Jahrhundert verwendeten Bildnisse zeitgenössischer Gelehrter, zum Beispiel von dem Humanisten Jodocus Willich, dem Juristen Ludolph Schrader, dem Alchemisten Leonhard Thurneysser sowie den Theologen Christoph Stymmelius und Andreas Musculus.
Im Jahr 1567 erhielt Eichorn vom Kurfürsten Joachim II. das Privileg, zu seinen Lebzeiten einziger Drucker in Frankfurt zu bleiben. Das pommersche Privileg bekam er nur auf zwölf Jahre, in dieser Bestallung: „Alten Stettin am 19. Aprilis 1569, wurde ihm zur Pflicht gemacht, sobald als möglich, wo möglich noch zu Pfingsten, in Stettin eine Officin anzulegen und die ihm übergebenen Sachen so zu drucken, wie man sie in Leipzig und Wittenberg erhalten könne.“ Aus der fürstlichen Kammer wurde ihm ein Jahrgeld von dreißig Talern zugestanden.
Im Jahr 1572 musste die Frankfurter Druckerei der Kommunität weichen und wurde in der Oderstraße, nahe der Juristischen Fakultät, angesiedelt. Zu diesem Zeitpunkt umfasste die Druckerei vier Pressen und beschäftigte 18 Gehilfen.

## Familie
Eichorn heiratete 1552 Walpurga Jenike, eine Tochter des Wriezener Ratsherrn Matthäus Jenike, und wurde 1570 selbst Ratsherr.
Sein Sohn Andreas Eichorn (1553–1615) wurde 1575 als Drucker in Tübingen eingeschrieben und übernahm gegen 1581 endgültig die Frankfurter Offizin von seinem Vater.
Seine Tochter Margarethe war mit dem Buchdrucker Andreas Kellner verheiratet. Kellner übernahm 1572 die von seinem Schwiegervater wenige Jahre zuvor eingerichtete Filialdruckerei in Stettin. Der Sohn Samuel besaß des Vaters Officin bis zu seinem Tode 1622. Hedwig, eine Schwester Samuels, ehelichte den Buchdrucker Georg Götzke (Goetschius; * 1582 zu Stettin, † 1664).

## Galerie

Erstausgabe der Studentes von 1549
Der Hosenteufel von Andreas Musculus (1556)
Der Eheteufel von Andreas Musculus (1556)
Wider den Saufteufel von Matthäus Friderich (1561)
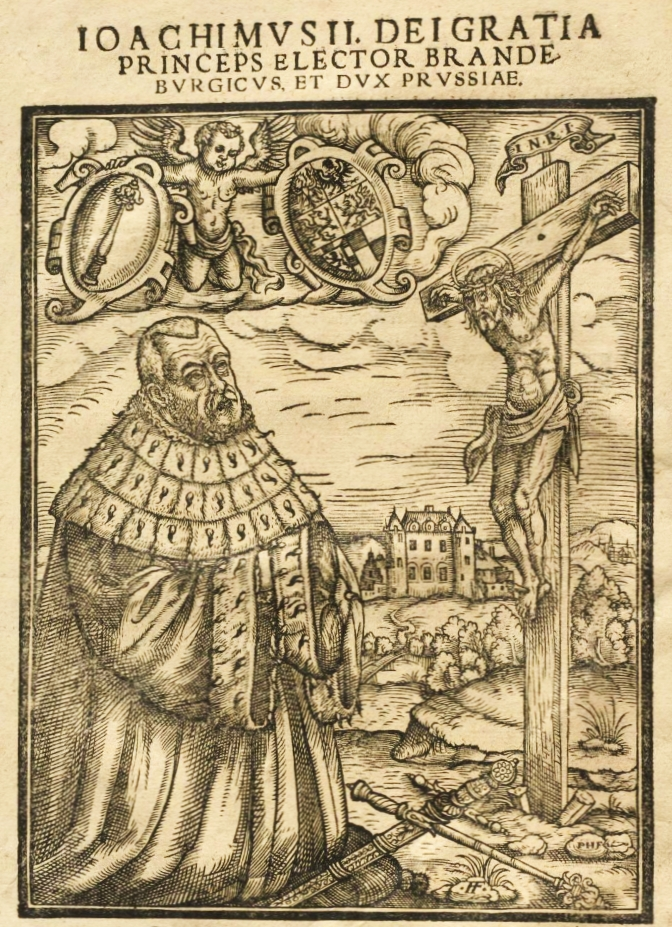
Frantz Friderich: Joachim II. von Brandenburg (1572)
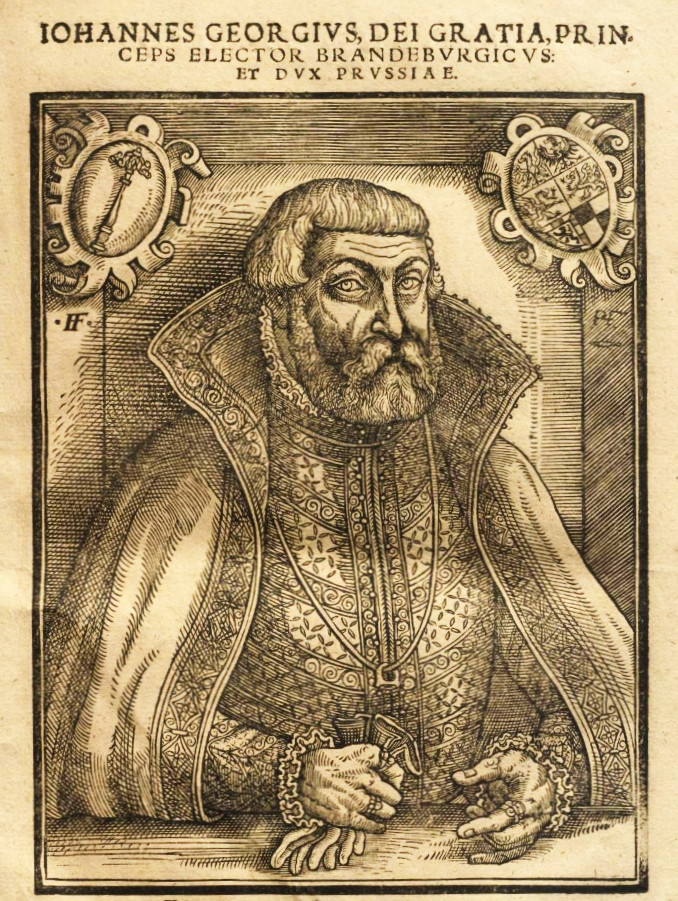
Frantz Friderich: Kurfürst Johann Georg von Brandenburg (1572)

## Ehrungen

Die Johann-Eichorn-Straße in Frankfurt (Oder)

Seit 1991 trägt die ehemalige Straße des Roten Oktober in Frankfurt (Oder) den Namen Johann-Eichorn-Straße.

## Druckwerk (Auswahl)
- Christoph Stymmelius: Studentes, Comoedia de vita Studiosorum, nunc primum in lucem edita autore M. Christophoro Stummelio, F. Eiusdem carmen de iudicio Paridis. Addita est Praefatio Jodoci Willichii et Epilogus a M. Christophoro Cornero. Francoforti ad Viadrum in officina Joannis Eichorn anno MDXLIX. (Erstausgabe von 1549, Digitalisat.)
- Christoph Stummel: Studentes, Comoedia de vita studiosorum. Excudebat Johannes Eichorn, Frankfurt an der Oder, 1550. (Digitalisat)
- Wie man denen helffen sol, welche mit der pestilentzische gifft begriffen seind. Durch Doctorem Jodocum Willichium von Resell. Gedruckt zu Franckfort an der Oder durch Johann Eichorn. M.D.L. (Digitalisat)
- Jodocus Willich: In Cornelii Taciti Eqvitis Romani Germaniam Commentaria. Francoforti ad Viadrum per Iohann Eichorn (Digitalisat), 1551.
- Grüntliche Anzeigung was die Theologen des Churfürstenthumbs der Mark zu Brandenburgk von der Christlichen Euangelischen Lehr halten, lerhen vnnd bekennen. Auch warinne Andreas Osiander wider solche Lehr vunrecht lerhet / Welchs auch in diesem Buch / aus Heiliger schrifft / nottürfftiglich gestrafft / vnd widerleget wird. Gedruckt zu Franckfordt an der Oder/ durch Johannem Eichorn/ Im Jahr 1552. (Digitalisat)
- Drei Sermon D. Martini Lutheri / darin man spüren kan wie ein herlicher Prophetischer Geist in dem manne gewesen ist / das er das / was itzt vngötlich / vom Andrea Osiandro geleret wird / lengst zuuor / als würd es bald geschehen / gesehen hat. Jtzt new / vnd zuuor niemal gedruckt. Franckfurt an der Oder durch Johann Eichorn / Anno M. D. LII. (VD16: L 5701)
- Von der vnzertrenlichen voreynigung in einer Person beider naturn vnsers Herrn Jesu Christi Gottes vnd Marien Son / Docto. Martini Lutheri bekentnis / Glaub / vnd Leer / aus seinen büchern zusam getragen / wieder den neulichen erregten Nestorischen und Eutichischen miesvorstandt vnd jrthum. Durch D. Andream Musculum. M. D. LIII. (VD16: L 3478)
- Johannes Gigas: Wieder die vnchristliche/ vnerhörte furcht der Pestilentz halben/ sonderlich inn der Schlesien. Item Woher diese seuch fürnemlich jren vrsprung habe/ Vnd warums Christen nicht so verzagt sein sollen. MATTH. XXIIII. Es wird Pestilenz sein hin vnd wider/etc. Gedruckt zu Franckfurt an der Oder/durch Johann Eichorn/Anno M.D.LVI. (1556) (Digitalisat)
- ENCHIRIDION/ Geistlicher Lieder vnd Psalmen/ durch D. Mart. Luth. vnd andere frome Christen auffs new zugericht. Gedruckt zu Franckfurt an der Oder durch Joan. Eichorn. Anno LVI. (1556)
- Andreas Musculus: Vom Hosen-Teuffel. Gedruckt zu Franckfurt an der Oder durch Johann Eichorn, 1556 (Digitalisat)
- Andreas Musculus: Wider den Ehteuffel. Gedruckt zu Franckfurt an der Oder durch Johann Eichorn, 1556 (Digitalisat)
- Matthäus Friderich: Zwey schöne newe Geistliche Lieder/ zu dieser Zeit nützlich vnd tröstlich zusingen. Das Erste/ ein schöne vermanung an die Deudschen. Das Ander/ ein huebscher trost in aller noth. Durch Matthæum Friedrich von Görlitz. 1556. Kolophon: Gedrückt zu Franckfurt an der Oder/ durch Johann Eichorn. M.D.LVI. (Digitalisat)
- Eustachius Schildo: Spilteufel. Ein gemein Ausschreiben von der Spiler Bruderschafft vnd Orden, sampt jren Stifftern, gutten Wercken vnnd Ablass: Mit einer kurtzen angehengter erklärung: nützlich vnnd lustig zu lesen. 1557 (Google Books)
- Beider Antichrist, des Constantinopolitanischen / vnd Römischen / einstimmig vnd gleichfoermig Leer Glauben und Religion Wieder Christum den Son deß lebendigen Gottes durch D. Andream Musculum. 1557 (Google Books)
- Ein new ausserlesen Gesangbüchlein darinn die besten Lieder aus allen mit fleis zusammen getragen vnd auff alle Fest des gantzen jars geordnet sind. Gedrückt zu Franckfurt an der Oder durch Joan. Eichorn. Anno, M.D.LVIII. (1558)
- Christoph Stummel: Kurtzer Unterricht von Wunderwercken, so in Göttlicher Schrifft und andern Historien beschrieben sind. Gedruckt zu Franckfurt an der Oder durch Johann Eichorn, Anno MDLXVII (1567).
- Leonhard Thurneysser: Prokatalēpsis Oder Praeoccupatio, Durch zwölff verscheidenlicher Tractaten, gemachter Harm Proben. 1571 (Google Books)
- Leonhard Thurneisser zum Thurn: Pison. Das erst Theil. Von Kalten, Warmen Minerischen vnd Metallischen Wassern, sampt der vergleichunge der Plantarum vnd Erdgewechsen. 1572 (Google Books)
- Die Augspurgische Confession aus dem Rechten Original / welches Keyser Carolo dem V. auff dem Reichstage zu Augspurg Anno 1530 vbergeben. Der Kleine Catechismus. Erklerung vnd kurtzer Außzug aus den Postillen vnd Lehrschrifften des thewren Mans Gottes D. Lutheri. (Digitalisat) Frankfurt 1572.[8]
- Andreas Musculus: Bedencks Ende. Kolophon: Gedruckt zu Franckfurt an der Oder/ durch Johan Eichorn 1572. (Digitalisat)